# Rumina (mythologie)
Pour le genre d'escargots, voir Rumina (gastéropode).
Rumina (ou Rumia) aurait été une déesse de la mythologie romaine présidant à l’allaitement (en latin, Ruma désigne la « mamelle »). Elle est uniquement citée de manière tardive.

## Mentions

### Par Nonius Marcellus
Rumina est citée pour la première fois par Nonius Marcellus, un auteur de la fin du IIIe siècle, dans un passage à caractère étymologique qui pourrait se référer au ficus Ruminalis, dit aussi ficus Rumina, figuier sauvage situé devant l'entrée de la grotte du Lupercal, au pied du Palatin à Rome et sous lequel Romulus et Rémus furent allaités par la louve.

### Par Saint-Augustin
Rumina est donnée comme divinité à part entière, par saint Augustin dans La Cité de Dieu, où il entend démontrer l'inanité de la théologie des Romains : « Et cependant on a voulu, pour les commencements et les causes, admettre deux dieux, Janus et Jupiter, en dépit de l’unité du monde, au lieu que pour deux fonctions bien différentes en importance et en dignité on s’est contenté du seul Jupiter, en l’appelant tour à tour “Tigillus” et “Ruminus”. Je pourrais ajouter qu’il eût été plus à propos de faire donner la mamelle aux animaux par Junon que par Jupiter, du moment surtout qu’il y avait là une autre déesse, Rumina, toute prête à l’aider dans cet office ; mais on me répondrait que Junon elle-même n’est autre que Jupiter. »
Rumina est i dans un passage où Augustin ridiculise le paganisme (La Cité de Dieu), 4, 21:
- « Quid necesse erat Opi deae commendare nascentes, deo Vaticano uagientes, deae Cuninae iacentes, deae Ruminae sugentes, deo Statilino stantes, deae Adeonae adeuntes, Abeonae abeuntes; deae Menti, ut bonam haberent mentem, deo Volumno et deae Volumnae, ut bona uellent; diis nuptialibus, ut bene coniugarentur, diis agrestibus, ut fructus uberrimos caperent, et maxime ipsi diuae Fructeseae; Marti et Bellonae, ut bene belligerarent, deae Victoriae, ut uincerent; deo Honori, ut honorarentur, deae Pecuniae, ut pecuniosi essent, deo Aesculano et filio eius Argentino, ut haberent aeream argenteamque pecuniam ? »[4].
- « Était-il besoin de recommander à la déesse Opis l’enfant qui naît, au dieu Vaticanus l’enfant qui vagit, à la déesse Cunina l’enfant au berceau, à la déesse Rumina l’enfant qui tète, au dieu Statilinus les gens qui sont debout, à la déesse Adéona ceux qui nous abordent, à la déesse Abéona ceux qui s’en vont ? Pourquoi fallait-il s’adresser à la déesse Mens pour être intelligent, au dieu Volumnus et à la déesse Volumna pour posséder le bon vouloir, aux dieux des noces pour se bien marier, aux dieux des champs et surtout à la déesse Fructesea pour avoir une bonne récolte, à Mars et à Bellone pour réussir à la guerre, à la déesse Victoire pour être victorieux, au dieu Honos pour avoir des honneurs, à la déesse Pécunia pour devenir riche, enfin au dieu Asculanus et à son fils Argentinus pour avoir force cuivre et force argent ? ».